# 伊茲傑齊克
50°28′41″N 35°24′16″E / 50.47806°N 35.40444°E
伊茲德茲凱（烏克蘭語：Їздецьке）是位於烏克蘭東北部的村莊，由蘇梅州奥赫蒂尔卡区的大皮薩里夫卡市鎮負責管轄。該村處於沃爾斯克拉河左岸，分別距離什羅基別列格0.5公里和波皮夫卡1.5公里，海拔高度122米，2001年人口286。